# Kanton Lillebonne
Kanton Lillebonne (fr. Canton de Lillebonne) je francouzský kanton v departementu Seine-Maritime v regionu Horní Normandie. Skládá se ze 14 obcí.

## Obce kantonu
- Auberville-la-Campagne
- La Frénaye
- Grand-Camp
- Lillebonne
- Mélamare
- Norville
- Notre-Dame-de-Gravenchon
- Petiville
- Saint-Antoine-la-Forêt
- Saint-Jean-de-Folleville
- Saint-Maurice-d'Ételan
- Saint-Nicolas-de-la-Taille
- La Trinité-du-Mont
- Triquerville